# Tempa Ndah
Rosalie Tempa Ndah François (né le 15 avril 1973) est une arbitre béninoise de football intervenant dans des compétitions internationales.

## Parcours
Née en 1973, coiffeuse de profession à l'origine et formatrice dans ce métier, elle pratique l'arbitrage à Natitingou et dans le département de l'Atacora. Lors d'un programme de formations de jeunes arbitres qu'elle suit, elle est remarquée par les responsables de la Commission centrale des arbitres de la Fédération béninoise de football. Elle intervient ensuite en première division au Bénin. Elle officie dans un match international pour la première fois en 2003. Cette même année, elle intervient dans la finale de football des  Jeux africains, au Nigéria.
Les matchs internationaux s'enchaînent ensuite. Outre les matchs éliminatoires ou amicaux, elle participe notamment aux Jeux olympiques d'été de 2004 à Athènes, à la Coupe d'Afrique des nations féminine de football 2004 en Afrique du Sud, à la Coupe du monde féminine de football des moins de 20 ans 2006 en Russie, à la Coupe d'Afrique des nations féminine de football 2006, à la Coupe d'Afrique des nations féminine de football 2008 en Guinée équatoriale, aux Jeux olympiques d'été de 2008 à Pékin, où elle participe à la finale dame, puis aux Jeux olympiques d'été de 2012,. Elle est également arbitre assistant lors de la Coupe du monde féminine de football 2007 en Chine. Puis elle sert à la Coupe du monde féminine de football 2011, à la Coupe du monde féminine de football des moins de 20 ans 2014 au Canada, etc.
Elle a été  désignée comme l'un des meilleurs arbitres assistant du Bénin en 2007.

## Palmarès
Palmarès en tant qu'arbitre, :
- Médaille d'or Jeux africains de Dames 2003 Sénégal
- Jeux olympiques d'été de 2004 Athènes
- Coupe d'Afrique des nations féminine de football en 2004
- Coupe du monde féminine de football des moins de 20 ans 2006 Russie
- Coupe d'Afrique des nations féminine de football du Nigéria en 2006
- Coupe d'Afrique des Nations féminine de football  Guinée Equatoriale en 2008
- Jeux olympiques de Pékin en Chine en 2008
- Coupe du monde féminine de football 2011 en Allemagne
- Jeux olympiques d'été de 2012 à Londres
- Coupe du monde féminine des moins de 20 ans 2014 au Canada

## Autres
Autres activités, :
- Directrice de l'Association béninoise du cinéma numérique ambulant,
- Coordonnatrice de l'équipe de football féminine Natitingou
- Directrice d'un Centre de formation en Coiffure